# Santa Cecilia (Poussin)
Santa Cecilia (en francés, Sainte Cécile) es un cuadro del pintor francés Nicolas Poussin. Está realizado al óleo sobre lienzo. Mide  117,7 cm de alto y 89 cm de ancho. Fue pintado hacia 1635. Se encuentra en el Museo del Prado, Madrid, España.

## Descripción
Es clásico dentro de la iconografía cristiana representar a Santa Cecilia como una experta en música. Poussin la representa tocando un instrumento de teclado, posiblemente un clavicordio. Delante de ella, dos ángeles sostienen la partitura. Sobre la santa, un amorcillo levanta una cortina. Entre el instrumento y una columna clásica, hay otros dos ángeles que están cantando.
Se trata de una pintura de gran calidad, dibujo seguro y firmeza de ejecución y elegancia compositiva. Con colorido refinado, dominan el rojo, el amarillo y el azul, modulados en diferentes transiciones graduales entre las superficies iluminadas y sombrías.

## Historia
Durante un tiempo se cuestionó la autoría de esta obra, atribuyéndola al pintor francés Charles Mellin. Finalmente, se confirmó a Poussin como su autor, aunque es probable que la creara junto a ayudantes de su taller.
Se desconoce su fecha exacta de creación, aunque se estima que fue realizada antes al Martirio de san Erasmo, que se encuentra en los Museos Vaticanos de Roma. El rostro de Santa Cecilia aparece en otras obras de esa época o un poco anterior, como los Desposorios místicos de santa Catalina, de la Galería Nacional de Escocia o la Sagrada Familia con san Juan y santa Isabel del Museo Pushkin en Moscú.
Se cree que la pintura fue adquirida por el rey Felipe V, que adquirió diversas obras de Poussin. La obra aparece mencionada en 1734 en el inventario del Alcázar de Madrid.